# Madame Charles Max
Madame Charles Max est une peinture à l'huile sur toile de Giovanni Boldini, peintre italien installé à Paris ; datable de 1896, l'œuvre est conservée au musée d'Orsay à Paris.

## Contexte
Boldini représente la belle et renommée Jeanne Max, cantatrice mondaine d'un « réel et incontestable talent », qui recevait dans son salon « de suprême élégance » toute l'élite parisienne. 
Ce portrait en pied est exposé par Boldini au Salon de la Société nationale des beaux-arts où il est admiré, comme en témoignent ces remarques du critique François Thiébault-Sisson : « Dans l'art scabreux d'accentuer, par l'imprévu du mouvement, par l'inattendu, souvent risqué, de la pose, la grâce et le piquant de ses modèles, Boldini ne connait point de rival. »

## Description
L'œuvre donne un sentiment de beauté, de jeunesse et de dynamisme. La femme, enveloppée de vêtements flottants et de coups de pinceaux, s'avance légèrement vers le spectateur, vers qui elle tourne un regard décomplexé et détendu. Boldini décrit soigneusement l'anatomie du personnage : comme l'ont observé les critiques d'art Giorgio Cricco et Francesco Di Teodoro, « la jambe gauche est juste levée, avec le genou par conséquent avancé et le bras correspondant élancé vers l'arrière, pour équilibrer le pas, tandis que la main droite ramasse habilement la robe longue pour faciliter encore la démarche ». Boldini insiste aussi longuement sur l'ovale du visage, où ressortent les joues roses, le sourire légèrement en retrait teinté d'un rouge à lèvres vermillon et la coiffure ébouriffée. Madame Max est vêtue d'une robe blanche, soutenue à la taille par une ceinture et, derrière, par une seule bande élancée (l'autre a glissé de manière provocante sur l'épaule) ; elle est dotée d'un décolleté généreux. 
Si les coups de pinceau qui dessinent le visage sont descriptifs et attentifs aux détails, dans la représentation de la robe, Boldini s'autorise un dessin frétillant et utilise son proverbial « sciabolate » (« sabre ») : la somptueuse robe de soirée autorise en effet, l'utilisation de coups de pinceau longs et délicats, avec laquelle la figure de Madame Max semble acquérir une légèreté sans précédent, presque comme si le peintre avait capté l'instant merveilleux d'un envol suspendu. 

## Analyse
Typique de l'idéal féminin de Boldini, ce portrait est dans une harmonie toute whistlerienne de gris, entre les moulures du fond du tableau et le couleur de la robe du modèle. La pose instable et dynamique du modèle exalte sa sensualité.
Le tableau aux tonalités blanches et grises est admirablement exécuté ; le cadrage réduit au maximum le rapport de la figure avec son environnement et les objets alentour.
Avec le sourire sans équivoque plein de malice que Madame Max adresse au spectateur, Boldini fait cependant également référence à une autre vérité : celle d'une époque où les femmes défient les coutumes bourgeoises et affichent fièrement leur féminité. En arrière-plan, enfin, Boldini représente un chambranle mouluré, faisant ainsi allusion au monde fabuleux dans lequel vit la noblesse, pleine de faste et de mondanité.